# 凯尔切姆
凯尔切姆，是马耳他的市镇，位于戈佐岛西南部。市镇面积为5.5平方公里，2014年人口数量为1,938人。

## 外部連結
- 官方网站  （马耳他文） （英文）